# Syzygium quadrangulatum
Syzygium quadrangulatum är en myrtenväxtart som först beskrevs av Asa Gray, och fick sitt nu gällande namn av Elmer Drew Merrill och Lily May Perry. Syzygium quadrangulatum ingår i släktet Syzygium och familjen myrtenväxter. Inga underarter finns listade i Catalogue of Life.